# Amt Schwarzenbek-Land
Het Amt Schwarzenbek-Land is een Amt in de Duitse deelstaat Sleeswijk-Holstein. Het omvat 19 kleine gemeenten in de Kreis Hertogdom Lauenburg rond de stad Schwarzenbek. Het bestuur is gevestigd in die stad, die zelf echter geen deel uitmaakt van het Amt.

## Deelnemende gemeenten
| 1. Basthorst 2. Brunstorf 3. Dahmker 4. Elmenhorst 5. Fuhlenhagen 6. Grabau 7. Groß Pampau | 1. Grove 2. Gülzow 3. Hamfelde 4. Havekost 5. Kankelau 6. Kasseburg | 1. Köthel 2. Kollow 3. Kuddewörde 4. Möhnsen 5. Mühlenrade 6. Sahms |